# Brașov Challenger 2003
Il Brașov Challenger 2003 è stato un torneo di tennis facente parte della categoria ATP Challenger Series nell'ambito dell'ATP Challenger Series 2003. Il torneo si è giocato a Brașov in Romania dal 1 al 7 settembre 2003 su campi in terra rossa.

## Vincitori

### Singolare
Daniel Elsner ha battuto in finale  Răzvan Sabău con il punteggio di 6–2, 6–1

### Doppio
Alexander Peya /  Rogier Wassen hanno battuto in finale  Leonardo Azzaro /  Stefano Galvani con il punteggio di 6–2, 6–4